# La Balle magique du Docteur Ehrlich
Pour plus de détails, voir Fiche technique et Distribution.
La Balle magique du Docteur Ehrlich (Dr. Ehrlich's Magic Bullet) est un film biographique américain réalisé par William Dieterle et interprété par Edward G. Robinson, sorti en 1940. Sa trame s'inspire de l'histoire authentique d'un médecin allemand, le Dr Paul Ehrlich. Le film, produit par la Warner Bros., a fait l'objet d'une controverse parce qu'il traitait d'un tabou au cinéma, la syphilis. Sélectionné pour les Oscar pour l'originalité et la qualité du scénario (rédigé par Norman Burnstine, Heinz Herald et John Huston), ce film a été surclassé par Gouverneur malgré lui.

## Intrigue
Paul Ehrlich (Edward G. Robinson) est médecin dans un hôpital allemand. Il est mis à la porte pour son mépris systématique de la bureaucratie, qui résulte de sa curiosité exclusive pour les produits traçants, leur application aux cellules et aux microorganismes qui en sont les vecteurs exclusifs. Un collègue du Dr Ehrlich, Emil von Behring (Otto Kruger), se fait le promoteur de l'idée, qu'il baptise « traceurs spécifiques », et qu'il vante comme une avancée majeure dans le diagnostic au microscope. Au terme de la conférence d'un certain Dr Robert Koch (Albert Basserman), expliquant que la tuberculose est d'origine bactérienne, Ehrlich parvient à se procurer un échantillon contaminé avec ces bacilles. Au prix de longues recherches et d'expériences décourageantes, il découvre par hasard un colorant spécifique du bacille de Koch. La communauté scientifique célèbre cette invention comme une contribution majeure à la pathologie.
Pourtant, au cours de ses recherches, le Dr Ehrlich a été infecté par la tuberculose, qui à l'époque est encore mortelle. Il part en cure en Égypte avec sa femme Hedwig (Ruth Gordon). Là, il découvre les ressources d'immunité du corps humain : fort de ce constat, il parvient avec son collègue von Behring à éteindre une épidémie de diphtérie, et les deux médecins sont fêtés  en héros.
Ehrlich se concentre désormais sur la conception d'un antidote miracle, consistant à injecter un cocktail chimique affectant un large spectre de microbes pathogènes, démarche qui annonce la chimiothérapie antibiotique. Son laboratoire, malgré l'appui de plusieurs savants influents, au nombre desquels Sahachiro Hata, est délaissé par le directeur de l'hôpital, le Dr Hans Wolfert (Sig Ruman), au moment même où Ehrlich pense avoir trouvé un moyen de combattre la syphilis. Ce dernier obtient finalement un financement de la veuve d'un banquier, Franziska Speyer (Maria Ouspenskaya) ; au terme de 606 essais, il découvre un antibiotique qu'il baptise symboliquement « 606 » (et qui est aujourd’hui commercialisé sous les noms d'Arsphénamine ou Salvarsan).
Mais la joie de la découverte est de courte durée : 38 patients traités avec cet antibiotique meurent peu après...

## Fiche technique
- Titre original : Dr. Ehrlich's Magic Bullet
- Titre français : La Balle magique du Docteur Ehrlich
- Réalisation : William Dieterle, assisté d'Irving Rapper (non crédité)
- Scénario : John Huston, Heinz Herald et Norman Burnstine
- Photographie : James Wong Howe
- Musique : Max Steiner
- Costumes : Howard Shoup
- Montage : Warren Low
- Pays d'origine : États-Unis
- Format : Noir et blanc - 1,37:1 - Mono
- Genre : biographie
- Date de sortie : 1940

## Distribution
- Edward G. Robinson : Paul Ehrlich
- Ruth Gordon : Mme Ehrlich
- Otto Kruger : Emil Adolf von Behring
- Donald Crisp : Friedrich Althoff, ministre de la recherche
- Maria Ouspenskaya : Franziska Speyer, veuve d'un banquier
- Montagu Love : Professeur Hartmann
- Sig Ruman : Dr Hans Wolfert
- Donald Meek : Mittelmeyer
- Henry O'Neill : Dr Lentz
- Albert Bassermann : Robert Koch
- Edward Norris : Dr Morgenroth
- Harry Davenport : le juge
- Louis Calhern : Dr Brockdorf
- Louis Jean Heydt : Dr Kunze
- Charles Halton : Sensenbrenner
- Irving Bacon : Becker
- Theodore von Eltz : Dr Kraus
- Douglas Wood : Speidler

Acteurs non crédités
- Herbert Anderson : Assistant médical
- John Hamilton : Hirsch
- Wolfgang Zilzer : Kellner

## Politique et autocensure
La production du film a valu quelques démêlés à la Warner Bros. , à la fois en raison du contexte politique et de la nature de la maladie finalement vaincue par Ehrlich (une maladie vénérienne).
Ehrlich était alors déjà considéré comme l'un des plus grands savants juifs de l'histoire : ses travaux sur l'immunité lui avaient valu le Prix Nobel en 1908 ; mais le régime Nazi avait systématiquement effacé tout hommage à sa mémoire dans le monde germanophone. La Seconde guerre mondiale venait d'éclater mais les États-Unis étaient encore loin de s'y impliquer. Jack Warner, comme les autres magnats de Hollywood, était las des procès et des critiques idéologiques lui prêtant des visées sionistes. Un manifeste diffusé par les producteurs signalait à propos du film sur Ehrlich : « Ce serait une erreur de faire d'une biographie qui se suffit à  elle-même un film de propagande » :  c'est ainsi que toute mention de l'adjectif « juif » fut supprimée du film. En outre,les dernières paroles d'Ehrlich dans le film furent remaniées pour supprimer toute référence au Pentateuque.
Les cadres de la Warner, soumis au Code Hays, envisagèrent pour de bon de supprimer le mot « syphilis » du film ; mais Hal B. Wallis, président de l'Association des Producteurs Américains, tout en militant pour la prudence, répondit à Warner Bros. que « tirer un drame de la vie du Dr. Ehrlich sans citer cette découverte parmi ses principales réalisations, serait une injure à sa mémoire ».